# NGC 1265
NGC 1265 = IC 312 ist eine elliptische Galaxie vom Hubble-Typ E5 im Sternbild Perseus am Nordsternhimmel. Sie ist schätzungsweise 227 Millionen Lichtjahre von der Milchstraße entfernt, hat einen Durchmesser von etwa 65.000 Lichtjahren und ist Mitglied des Perseus-Haufens Abell 426.
Im selben Himmelsareal befinden sich u. a. die Galaxien NGC 1264, NGC 1267 & NGC 1268.
Das Objekt wurde am 3. November 1888 vom US-amerikanischen Astronomen Edward D. Swift entdeckt. Neuere Erkenntnisse gehen davon aus, dass die Beobachtung von Guillaume Bigourdan auch auf PGC 12279 zurückzuführen ist.